# Zuidplas
Zuidplas est une commune des Pays-Bas, située dans la province de la Hollande-Méridionale, entre Rotterdam et Gouda, sur l'Yssel hollandais. La commune est située dans le Zuidplaspolder, polder dont elle tire son nom.
La commune a été créée en 1er janvier 2010 ; elle est issue de la fusion volontaire des communes de Moordrecht, Nieuwerkerk aan den IJssel et Zevenhuizen-Moerkapelle.
Lors de sa création, la commune comptait 40 418 habitants. Nieuwerkerk aan den IJssel en est le chef-lieu.

## Géographie

### Communes limitrophes
|                          | Alphen-sur-le-Rhin | Gouda, Waddinxveen |
| Lansingerland, Rotterdam | Zuidplas           | Ouderkerk          |
| Capelle aan den IJssel   |                    |                    |